# Clã Ōshū Fujiwara

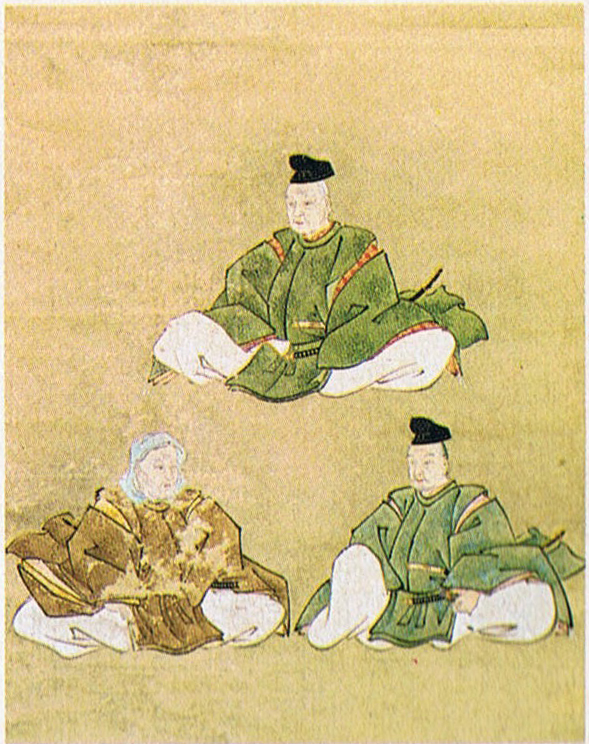
O Mōtsū-ji: retrato do clã Oshu-Fujiwara, três gerações.

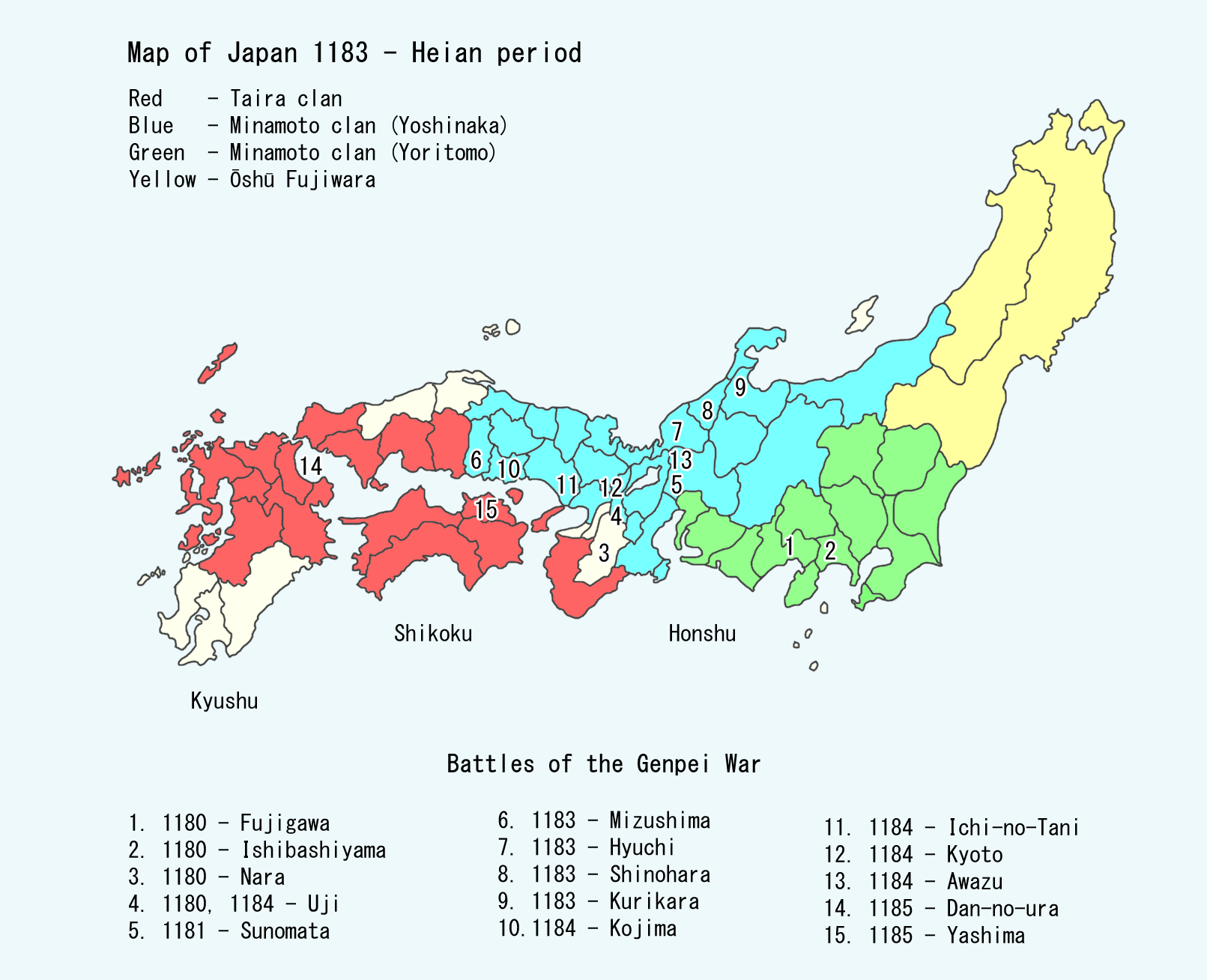
Em amarelo o domínio do clã Oshu Fujiwara no Japão (1183)

O Clã Ōshū Fujiwara (奥 州 藤原 氏, Ōshū Fujiwara-shi, também conhecido como Fujiwara do Norte) foi o Ramo do Clã Fujiwara que governou a  Região de Tohoku (nordeste da ilha Honshu) do Japão durante os  Séculos XII e XIII , como se fosse seu próprio reino. Eles sucederam as famílias Emishi semi-independentes do Século XI, que foram gradualmente derrubadas pelo Clã Minamoto leais ao trono imperial baseado em Kyoto.
Durante o Século XII, no auge de seu governo, que atraiu um número de artesãos de Kyoto e criou uma capital, Hiraizumi, na atual Província de Iwate. Eles governaram sobre uma região independente, que tinha como base de sua riqueza a extração de ouro, o comércio de cavalos, e a intermediação no comércio de artigos de luxo entre os Estados asiáticos do continente e os Emishi e o povo Ainu do extremo norte. Eles foram capazes de manter a sua independência de Kyoto pela força de seus bandos de guerreiros até serem esmagados por pelos samurais dos clãs da Região de Kantō liderado por Minamoto no Yoritomo em 1189.
Abaixo a árvore do Clã Ōshū Fujiwara que aparece com mais freqüência nos relatos históricos:
|                  |                  |                  |                  |                  |                  |  |  | Tsunekiyo (経清) |                 |                 |                 |                 |                 |  |  |                  |                  |                  |                  |                  |                  |  |  |                 |                 |                 |                 |                 |                 |  |  |  |  |  |  |  |  |  |  |  |  |  |  |
|                  |                  |                  |                  |                  |                  |  |  |                  |                 |                 |                 |                 |                 |  |  |                  |                  |                  |                  |                  |                  |  |  |                 |                 |                 |                 |                 |                 |  |  |  |  |  |  |  |  |  |  |  |  |  |  |
|                  |                  |                  |                  |                  |                  |  |  | Kiyohira (清衡)  |                 |                 |                 |                 |                 |  |  |                  |                  |                  |                  |                  |                  |  |  |                 |                 |                 |                 |                 |                 |  |  |  |  |  |  |  |  |  |  |  |  |  |  |
|                  |                  |                  |                  |                  |                  |  |  |                  |                 |                 |                 |                 |                 |  |  |                  |                  |                  |                  |                  |                  |  |  |                 |                 |                 |                 |                 |                 |  |  |  |  |  |  |  |  |  |  |  |  |  |  |
|                  |                  |                  |                  |                  |                  |  |  |                  |                 |                 |                 |                 |                 |  |  |                  |                  |                  |                  |                  |                  |  |  |                 |                 |                 |                 |                 |                 |  |  |  |  |  |  |  |  |  |  |  |  |  |  |
| Koretsune (惟常) | Koretsune (惟常) | Koretsune (惟常) | Koretsune (惟常) | Koretsune (惟常) | Koretsune (惟常) |  |  | Motohira (基衡)  | Motohira (基衡) | Motohira (基衡) | Motohira (基衡) | Motohira (基衡) | Motohira (基衡) |  |  |                  |                  |                  |                  |                  |                  |  |  |                 |                 |                 |                 |                 |                 |  |  |  |  |  |  |  |  |  |  |  |  |  |  |
| Koretsune (惟常) | Koretsune (惟常) | Koretsune (惟常) | Koretsune (惟常) | Koretsune (惟常) | Koretsune (惟常) |  |  | Motohira (基衡)  | Motohira (基衡) | Motohira (基衡) | Motohira (基衡) | Motohira (基衡) | Motohira (基衡) |  |  |                  |                  |                  |                  |                  |                  |  |  |                 |                 |                 |                 |                 |                 |  |  |  |  |  |  |  |  |  |  |  |  |  |  |
|                  |                  |                  |                  |                  |                  |  |  | Hidehira (秀衡)  |                 |                 |                 |                 |                 |  |  |                  |                  |                  |                  |                  |                  |  |  |                 |                 |                 |                 |                 |                 |  |  |  |  |  |  |  |  |  |  |  |  |  |  |
|                  |                  |                  |                  |                  |                  |  |  |                  |                 |                 |                 |                 |                 |  |  |                  |                  |                  |                  |                  |                  |  |  |                 |                 |                 |                 |                 |                 |  |  |  |  |  |  |  |  |  |  |  |  |  |  |
|                  |                  |                  |                  |                  |                  |  |  |                  |                 |                 |                 |                 |                 |  |  |                  |                  |                  |                  |                  |                  |  |  |                 |                 |                 |                 |                 |                 |  |  |  |  |  |  |  |  |  |  |  |  |  |  |
| Kunihira (国衡)  | Kunihira (国衡)  | Kunihira (国衡)  | Kunihira (国衡)  | Kunihira (国衡)  | Kunihira (国衡)  |  |  | Yasuhira (泰衡)  | Yasuhira (泰衡) | Yasuhira (泰衡) | Yasuhira (泰衡) | Yasuhira (泰衡) | Yasuhira (泰衡) |  |  | Tadahira* (忠衡) | Tadahira* (忠衡) | Tadahira* (忠衡) | Tadahira* (忠衡) | Tadahira* (忠衡) | Tadahira* (忠衡) |  |  | Takahira (高衡) | Takahira (高衡) | Takahira (高衡) | Takahira (高衡) | Takahira (高衡) | Takahira (高衡) |  |  |  |  |  |  |  |  |  |  |  |  |  |  |

* também conhecido como Izumi no Saburo

(As linhas em negrito indicam o parentesco natural. Parentes adotados não são mostrados.)

## Lista dos Líderes do Ramo
1. Kiyohira -- (1089 - 1128)
2. Motohira -- (1128 - 1157)
3. Hidehira -- (1157 - 1187)
4. Yasuhira -- (1187 - 1189)